# Тсетсаут
Тсетсаут (на английски: Tsetsaut) е северноамериканско индианско племе от Атабаското езиково семейство, което първоначално живее в планините на северозападна Британска Колумбия, между изворите на река Стикин и северните извори на река Нас, достигайки на запад до Тихия океан.
Информацията за техните език, история и традиции е доста оскъдна. Говорят атабаски език близък с езика на талтан. През 1894 г. Франц Боас записва някои думи от езика им. Последният, който говори езика умира някъде около 1935 г. Има някои доказателства, че са свързани с кашка. Културата им и начин на живот са смесица между тези на атабаските народи във вътрешността и племената по крайбрежието.
Името тсетсаут идва от езика цимшиан и означава „тези от вътрешността“. Така крайбрежните гитксан, нисга и цимшиан наричат атабаските народи във вътрешността на Северна Британска Колумбия. Около началото на 19 век са прогонени от горната част на река Нас от насготин (група на талтан).
Традиционната им икономика е базирана на лова. През лятото слизали до канала Портланд, за да ловят сьомга и щом попълнели запасите си се връщали обратно в планините. Облеклото им се състои изцяло от кожи. Традиционно жилище е единична или двойна колиба от клони, тип палатка, покрита с кора. Били организирани в два матрилинейни екзогамни клана – Орел и Вълк.
През 1830-те тсетсаут напускат платото и се придвижват надолу по Стикин, Нас, Искут и Скина и достигат до Тихия океан. Установяват се около канала Портланд. Според тяхна легенда те се преместват, за да избегнат нападение от страна на тлингит. По време на миграцията им населението им силно намалява и от края на 19 век падат под контрола на нисга. Когато ги посещава Франц Боас през 1894 г. те наброяват само 12 души, от близо 500, 60 години по-рано. Днес не съществува като отделно племе.